# Llista Otto
La Llista Otto és el nom que se li va donar a un document de 12 pàgines titulat «Obres retirades de la venda per les editorials o prohibits per les autoritats alemanyes», publicat el 28 de setembre de 1940, que recopila els llibres prohibits a França durant l'ocupació.

## Les tres llistes Otto
La primera llista Otto, el nom de la qual fa referència a l'ambaixador d'Alemanya a París, Otto Abetz, recull el principi de la primera llista d'obres prohibides per les autoritats alemanyes, la llista Bernhard, que censura 143 llibres polítics. A diferència de la llista Bernhard que va ser elaborada a Berlín (i posada en aplicació a finals d'agost de 1940 a París), la llista Otto, difosa pel Departament Nazi de Propaganda a França, és establerta amb la col·laboració del Sindicat nacional dels editors francesos. Va ser Henri Filipacchi, cap del servei de les llibreries Hachette, qui va redactar la versió inicial després de consultar els editors.
La primera llista Otto publicada el setembre de 1940 comporta 1060 llibres entre els quals Mein Kampf i assajos que critiquen Alemanya o el racisme com els del general Mordacq, d'Edmond Vermeil, Pierre Chaillet o d'Hermann Rauschning, i també de autors jueus, comunistes o d'oponents al nazisme com Heinrich Heine, Thomas Mann, Stefan Zweig, Max Jacob, Joseph Kessel, Sigmund Freud, Carl Gustav Jung, Julien Benda, Léon Blum, Karl Marx, Lev Trotski, Louis Aragon, etc.
Després de la ruptura del pacte Germà-Soviètic el juny de 1941, altres obres marxistes van ser afegides a la llista. El juliol del 1941, s'hi afegeixen autors britànics i nord-americans.
La segona llista Otto, de 15 pàgines, apareix el 8 de juliol de 1942. Compta amb 1170 llibres prohibits: obres considerades anti-alemanyes, d'escriptors jueus o consagrats als jueus, llibres comunistes, traduccions d'autors polonesos i anglesos.
Una tercera llista d'«obres literàries franceses no desitjables» és publicada el 10 de maig de 1943, completada en annex amb una llista de 739 «escriptors jueus de llengua francesa».

### Aplicació
La llista Otto va ser aplicada a totes les llibreries, editorials i biblioteques de la zona ocupada. A partir de la seva difusió, en les operacions policials següents resulten confiscats 713.382 llibres. Aquests són portats a un magatzem situat a l'avinguda de la Gran-Armée de París, abans de ser destruïts.
El mateix dia que es va difondre la llista Otto, les autoritats alemanyes signen amb el Sindicat dels editors una «convenció de censura» que defineix les noves regles en matèria de censura aplicable als llibres nous. El respecte d'aquesta convenció permet als editors francesos continuar la seva activitat a canvi de l'aplicació de prohibició dels llibres que figuren a la llista Otto.
La llista Otto també serà aplicada uns mesos més tard a la zona lliure sota la iniciativa del règim de Vichy. A les escoles i biblioteques, els representants del govern i els alcaldes son els encarregats de fer-la respectar sota l'autoritat del ministre d'Educació i del director de l'Ensenyament superior.